# Пиерино Прати
Пиерино Прати (на италиански: Pierino Prati) е италиански футболист, нападател.

## Кариера
Прати е най-вече известен с изключително успешния си период в Милан, под ръководството на Нерео Роко през 1960-те и 1970-те години, по време на който постига голям международен и местен успех. Титла в Серия А, КЕШ, две КНК, интерконтинентална купа и две Копа Италия, резултат от отличното му партньорство с Джани Ривера.
Той прави своя дебют в Серия А в края на сезона 1965/66, на 18 септември 1966 г., при 2:1 над Венеция Калчо, а за Савона играе под наем през сезон 1966/67 в Серия Б. По-късно той помага на Милан да спечели титлата в Серия А за 1967/68, завършвайки сезона като голмайстор в италианската лига с 15 гола. Той също така е част от спечеления финал за КЕШ през 1969 г., където вкарва хеттрик при победата с 4:1 над Аякс във финала и общо има шест гола в целия турнир. Той е последният човек, който е отбелязал хеттрик във финал на Шампионската лига / КЕШ. Ференц Пушкаш (два пъти) и Алфредо Ди Стефано (и двамата от Реал Мадрид) са единствените други играчи, които са постигнали това.
Общо има 12 сезона (233 мача, 100 гола) в италианската Серия А с Милан, Рома и Фиорентина. Той също така играе за Савона отново в Серия Ц2 в края на кариерата си, както и за Рочъстър Лансърс в Северноамериканската футболна лига.

### Национален отбор
Прати също играе за националния отбор на Италия. Той е част от състава, спечелил Европейското първенство по футбол през 1968 г. по време на който, дебютира на 6 април, отбелязвайки гол при загубата с 2:3 срещу България в първата фаза четвъртфиналите. Общо има 14 мача и 7 гола.

## Отличия

### Отборни
Милан
- Серия А: 1967/68
- Копа Италия: 1971/72, 1972/73
- КЕШ: 1968/69
- КНК: 1967/68, 1972/73
- Междуконтинентална купа: 1969

Салернитана
- Серия Ц1: 1965/66

### Международни
Италия
- Европейско първенство по футбол: 1968

### Индивидуални
- Голмайстор на Серия А: 1967/68 (15 гола)
- Зала на славата на АК Милан[2]